# Rothpletzella
Rothpletzella är en fossil koloni av grönalger tillhörande flera olika arter, påträffade på Gotland.
Kolonin var kalkbildande och byggde skikt på skikt av kalk tills en knölig, ett par centimeter stor boll bildades, vilket lett till att de bevarats som fossil. Kolonierna levde främst på grunt vatten. De förekommer främst i Toftalagret från omkring 430 miljoner år sedan och i Burgsvikslagret från omkring 415 miljoner år sedan.